# Мухаметзянов, Леонард Мухаметович
Леонард Мухаметович Мухаметзянов (8 января 1941 — 6 ноября 2019) — советский хоккеист (хоккей с мячом, хоккей на траве), вратарь, заслуженный мастер спорта СССР (1973 — хоккей с мячом).

## Биография
Начал играть в хоккей с мячом в юношеской команде казанского «Спартака» в 1955 году. Помимо хоккея с мячом в юности успешно занимался баскетболом.
Выступал за команды мастеров «Спартака» и «Ракеты» (обе — Казань) до февраля 1962 года.
Далее в течение пяти сезонов защищал ворота клуба СКА (Свердловск), с которым в 1966 году стал чемпионом СССР, в 1965 и 1967 годах — серебряным призёром чемпионатов СССР.
Перейдя в 1967 году в ульяновскую «Волгу», стал серебряным (1972) и дважды бронзовым (1976, 1977) призёром чемпионатов СССР. Дважды (1972, 1973) признавался лучшим вратарём сезона.
Привлекался в сборную СССР, в составе которой стал чемпионом мира 1973 года (5 матчей на турнире, 4 пропущенных мяча). В дальнейшем получив запрет на выезд из СССР, завершил выступления за сборную незадолго до начала чемпионата мира 1975 года.
Также играл в хоккей на траве за ульяновскую «Волгу» (1969–1978), чемпион СССР (1970, 1974). В сборной СССР (1969).
После окончания карьеры игрока работал в Ульяновске тренером детских команд «Зари» (1981–1987), в ЦСП с 1987 года, где занимался подготовкой вратарей. Под руководством Мухаметзянова «Заря» была вторым призёром турнира «Плетёный мяч» 1985 года, «Волга» стала третьим призёром чемпионата СССР среди юношей 1987 года.

## Достижения

### Хоккей с мячом
Командные
 Чемпион СССР: 1965/66 

 Серебряный призёр чемпионата СССР: 1964/65, 1966/67, 1971/72 

 Бронзовый призёр чемпионата СССР: 1975/76, 1976/77 

 Победитель Спартакиады народов РСФСР: 1970 (в составе сборной Ульяновской области) 

 Чемпион мира: 1973
Личные
- В списке 22-х лучших игроков сезона (2): 1972, 1973
- Лучший вратарь сезона: 1972, 1973
- Лучший вратарь чемпионата мира: 1973
- Символическая сборная чемпионата мира: 1973
- Cимволическая сборная «Волги»: 2000, 2006, 2007

### Хоккей на траве
Командные
 Чемпион СССР: 1970, 1974 

 Серебряный призёр чемпионата СССР: 1972, 1976 

 Бронзовый призёр чемпионата СССР: 1975
Личные
- Лучший вратарь сезона: 1972, 1974

### Комментарии
1. ↑  Количество игр за клуб(ы) в высшем дивизионе чемпионатов СССР